# Oesterwurth
Oesterwurth er en landsby og kommune i det nordlige Tyskland, beliggende i Amt Büsum-Wesselburen under Kreis Dithmarschen. Kreis Dithmarschen ligger i den sydvestlige del af delstaten Slesvig-Holsten.

## Geografi
Kommunen er beliggende mellem Wesselburen og Neuenkirchen. Området er præget af landbrug og vindkraftværker. I den spredte bebyggelse lå indtil 2012 forlystelsesparken „Land und Leute“.
Kommunen består ud over Oesterwurth af bebyggelserne Haferwisch, Poppenwurth, Jarrenwisch-Hödienwisch, Oken og Wehren.

### Nabokommuner
Nabokommuner er (med uret fra nord) Neuenkirchen, Norderwöhrden, Wesselburener Deichhausen og Süderdeich, byen Wesselburen og kommunen Schülp (alle i Kreis Dithmarschen).